# L'Esclave (film, 1953)
Pour plus de détails, voir Fiche technique et Distribution.
L'Esclave est un film franco-italien réalisé par Yves Ciampi, sorti en 1953.

## Synopsis
Michel Landa, jeune compositeur de talent, ne parvient pas à vivre de sa musique. Alors qu'il aimerait composer une symphonie pour son épouse, Elena, il est contraint de travailler comme pianiste de bar. Victime, un soir, d'un grave accident de la circulation, il est hospitalisé et mis sous morphine dont il devient dépendant. Sorti de l'hôpital, il tombe sous l'influence de son ancienne maîtresse, Anne-Marie, dite Fétiche, et s'enfonce dans la drogue.

## Fiche technique
- Titre : L'Esclave
- Réalisation : Yves Ciampi, assisté de Jean-Jacques Vierne
- Scénario : Jacques Dopagne, Henri-François Rey, Pierre Véry (dialogues)
- Photographie : Marcel Grignon
- Montage : Roger Dwyre
- Musique : Georges Auric
- Musique additionnelle : Léo Ferré & Catherine Sauvage (non crédités)[1]
- Son : René-Christian Forget
- Décors : René Moulaert
- Costumes : Rosine Delamare et Jacques Griffe
- Producteur : Jacques Bar
- Sociétés de production : Cormoran Films (Paris) ; ICS (Rome)
- Sociétés de distribution : Pathé Consortium Cinéma (France) ; Diana Cinematografica (Italie)
- Pays d'origine :  France |  Italie
- Format : Noir et blanc — 35 mm — 1,66:1 — Son : Mono
- Genre : Film dramatique
- Durée : 99 minutes
- Date de sortie : 
  - France - 2 septembre 1953, Paris
- Affiche : Jean Mascii (France)

## Distribution
- Daniel Gélin : Michel Landa
- Eleonora Rossi Drago : Elena Landa
- Barbara Laage : Anne-Marie, Fétiche
- Gérard Landry : Bernard Turenne
- Louis Seigner : Dr Denis
- Maurice Biraud : le photographe
- Joëlle Bernard : Jenny
- Jean-Pierre Jorris : Roger
- Amédée : Bob Foulon
- Charles Bayard : le critique
- Yves Brainville : Dr Vienne
- Robert Chandeau : l'attaché de cabinet
- Max Dalban : le consommateur
- Harry-Max : l'impresario
- Judith Magre : Claudie
- Robert Moor : le violoniste
- Bernard Musson : un contrebassiste
- Yvonne Yma : Mémée
- Mauricet : Malperthuis
- Hugues Wanner : le commissaire
- Andréa Parisy
- André Var
- Christine Langier : Lola
- Richard Flagey